# 金雪松
金 雪松（キム・ソルソン、朝鮮語: 김설송、1974年12月30日 - ）は、朝鮮民主主義人民共和国の第2代最高指導者の金正日総書記と、彼の3人目の妻の金英淑の間に生まれた女子であり、同国の第3代最高指導者の金正恩の異母姉である。本貫は全州金氏。

## 概要
金雪松は、金正日・金英淑夫妻の第一子である。金英淑は洪一茜、成蕙琳に次ぐ3人目の金正日の妻であり、洪一茜と成蕙琳にも子がいたため、金雪松は金正日の3人目の子供（2人目の女子）である。金雪松は大学を卒業後、朝鮮労働党中央委員会の宣伝煽動部に配属になり、父・金正日の秘書的な立場で日々の業務にあたっていた。
初等教育を受けた後、マルタ共和国で英語を学び、欧州各地でフランス語とスペイン語を学んだという。北朝鮮に戻った後は康盤石遺子女大学に編入し、党建設と財政経済学を学んだ。
その後金日成総合大学社会学部経済学科6ヶ月特別コースを二回履修した。2回目には生物学も学んだ。